# Operatie Eiche
Operatie Eiche (Operatie Eik) is een codenaam voor een Duitse bevrijdingsoperatie van Benito Mussolini die op bevel van de nieuwe Italiaanse regering van maarschalk Pietro Badoglio in afzondering werd geplaatst. Mussolini werd gevangen gehouden in een hotel te Gran Sasso in de Abruzzi bergen. Een elite-eenheid van parachutisten onder leiding van Otto Skorzeny overvielen de carabinieri en vlogen Benito Mussolini veilig naar nazi-Duitsland in een Fieseler Fi 156 Storch.